# Roots (album)
Roots er et brasiliansk thrash metal-album udgivet af gruppen Sepultura. Albummet har mange forskellige genre såsom Nu metal, groove metal, dødsmetal, trash metal, verdensmusik og hardcore punk.

## Musiknumre
Der er for få eller ingen kildehenvisninger i denne artikel, hvilket er et problem. Du kan hjælpe ved at angive troværdige kilder til de påstande, som fremføres i artiklen.